# Лондон Ајриш
Лондон Ајриш (енгл. London Irish Rugby Football Club) је енглески рагби јунион клуб који се такмичи у Премијершип-у. Боја Лондон Ајриша је зелена, а капитен екипе је Џорџ Скивингтон, једном су играли финале купа европских изазивача 2006. и једном финале премијершипа 2009. Познати играчи који су играли за Лондон Ајриш су Хуан Мануел Легуизамон, Џејмс О'Конор, Мајк Кет, Делон Армитаџ, Стефон Армитаџ, Џонатан Џозеф, Ентони Вотсон, Брент Кокбејн... Најбољи поентер у историји клуба је Бери Еверит са 1234 постигнута поена, а рекордер по броју одиграних утакмица за Лондон Ајриш је Деклен Данахер 187.
- Куп европских изазивача у рагбију

- Финалиста (1) : 2006.

- Премијершип

- Финалиста (1) : 2009.

Први тим
Енди Фенби
Топси Оџо
Шон Мејтланд
Доминик Волдок
Асаели Тикоиротума
Крис Ноакс
Шејн Герафти
Скот Стил
Брендан Мекибин
Дерен Алинсон
Лук Наравеј
Том Гест
Блер Кован
Офиса Тревиранус
Дејв Сиси
Џеб Синклер
Мет Симонс
Џорџ Скивингтон
Ник Рос
Лео Халаватау
Бен Френкс
Џоф Крос
Том Корт
Халани Аулика
Дејвид Пејс
Џими Стивенс